# Veriga (Finžgar)
Veriga je dramsko delo Frana Saleškega Finžgarja, izdano leta 1914.

## Osebe
- Primož, ded
- Marko, njegov sin
- Mina, Markova žena
- Micka, Markova hči
- Janče, Markov sin
- Alena, dekla pri Markovih
- Mejač, Markov sosed
- Liza, njegova žena
- Janez, njegov sin
- Cene, njegov sin
- Tomažin, kmet
- Drnolec, bajtar
- Boltežar, snubač

Kraj: kmečka vas pod gorami.

## Vsebina
1. dejanje: Micka in Janez se imata rada, a Micka se kuja: Janez še ni rekel odločilne besede, čeprav ju že vsi gledajo kot zaročenca. Vtem prinese oče Marko domov verigo, ki jo že dolgo pogrešal, našel da jo je bil pri sosedovem vozu. Janez se vznemiri in gre klicat očeta. Ko Mejač pride, se soseda zbesnita, iz besed nastane prepir, medsebojne obtožbe, grožnje s sodiščem ... Večina, zlasti ded Primož, ju miri, Drnolec pa s strupeno besedo še priliva olje na ogenj. Soseda se v jezi razideta, Primož je globoko nesrečen: začel se je greh, ki bo rodil greh ...
2. dejanje:  Spor se širi in poglablja, zaradi njega trpita obe družini in vsa vas. Micka razmišlja, da bi šla služit, blagruje Aleno, ki je tik pred poroko in čezvse srečna. - Drnolec kot mešetar pripelje na oglede Boltežarja, ki ni Micki niti malo všeč. Med pogovorom pride Alena povedat, da so ubili njihovega petelina. Marko takoj obdolži Mejača in spor med sosedoma se razplamti z novo silo. Vsi razen Drnolca mirijo, radi bi dosegli spravo, saj življenje postaja pravi pekel. Ko je Marko že skoraj mehak, prinese birič povabilo na sodnijo: Mejač ga toži za tatvino. Sprava pade v vodo, Janez, ki misli, da je Micka pristala na Boltežarjevo snubitev, besen odide, Marko pa se s sekiro spravi na sosedovo hruško, ki moli veje na njegovo zemljo.
3. dejanje: V Mejačevi hiši je vse narobe, Liza je nesrečna, Janez je začel piti. Tudi pri Marku ni nič drugače, vse je »zastrupljeno«. Micka noče Boltežarja, prepira se z očetom in ko ji ta pokaže vrata, sklene, da gre še isti dan služit. Ded ji brani, a Micka v svoji trmi in ponosu noče nič slišati. Obupani ded sklene, da bo verigo, to kačo, ki vse zastruplja, vrgel v karnico in tako pokopal greh. - Na poti od doma se Micka sreča z Janezom. Iz njenih besed Janez spozna, da ga ima še zmeraj rada, odloči se, da bo šel za njo v svet, če ne bo šlo drugače. Medtem Primož s trudom privleče nesrečno verigo. Mejač, ki ga je bil na skrivaj opazoval, mu hoče braniti, ded pa v paniki s tako sili zažene verigo v vodo, da tudi sam pade za njo. Vsi hitijo reševat, Janez brez pomisleka skoči v vodo in potegne deda na suho - mrtvega. Ob truplu blagega starčka se vsi zavedo svoje krivde, obide jih kes in soseda si sežeta v roko.